# Jasmin Agić
Jasmin Agić (ur. 26 grudnia 1974 w Puli) – piłkarz chorwacki grający na pozycji defensywnego pomocnika.

## Życiorys
Karierę rozpoczął w NK Rijeka. Do pierwszej drużyny trafił w 1994 roku. W 2000 roku został piłkarzem Dinama Zagrzeb. W sezonie 2002/2003 wraz z tym klubem zdobył mistrzostwo kraju. Latem 2005 roku odszedł do południowokoreańskiego Incheon United FC. Po 1,5 sezonu gry w Korei Południowej wrócił do Dinama. W 2006 roku trafił do austriackiego SV Pasching. Karierę zakończył w 2010 roku w NK Croatia Sesvete.

## Kariera
| Sezon   | Klub               | Rozgrywki  | Mecze | Bramki |
| ------- | ------------------ | ---------- | ----- | ------ |
| 1993/94 | NK Rijeka          | Prva HNL   | 3     | 0      |
| 1994/95 | NK Rijeka          | Prva HNL   | 0     | 0      |
| 1995/96 | NK Rijeka          | Prva HNL   | 1     | 0      |
| 1996/97 | NK Rijeka          | Prva HNL   | 19    | 0      |
| 1997/98 | NK Rijeka          | Prva HNL   | 27    | 0      |
| 1998/99 | NK Rijeka          | Prva HNL   | 24    | 1      |
| 1999/00 | NK Rijeka          | Prva HNL   | 28    | 3      |
| 2000/01 | Dinamo Zagrzeb     | Prva HNL   | 26    | 0      |
| 2001/02 | Dinamo Zagrzeb     | Prva HNL   | 23    | 2      |
| 2002/03 | Dinamo Zagrzeb     | Prva HNL   | 28    | 0      |
| 2003/04 | Dinamo Zagrzeb     | Prva HNL   | 26    | 2      |
| 2004/05 | Dinamo Zagrzeb     | Prva HNL   | 16    | 0      |
| 2005    | Incheon United     | K League 1 | 33    | 3      |
| 2006    | Incheon United     | K League 1 | 16    | 2      |
| 2006/07 | Dinamo Zagrzeb     | Prva HNL   | 15    | 1      |
| 2006/07 | SV Pasching        | Bundesliga | 6     | 0      |
| 2007/08 | NK Croatia Sesvete | Druga HNL  | 12    | 2      |
| 2008/09 | NK Croatia Sesvete | Prva HNL   | 23    | 0      |
| 2009/10 | NK Croatia Sesvete | Prva HNL   | 27    | 2      |